# Worms Revolution
Worms Revolution — видеоигра серии Worms в жанре пошаговой стратегии, разработанная студией Team17 и изданная компанией Warner Bros. Interactive Entertainment для консолей Xbox 360 и PlayStation 3 и для персональных компьютеров под управлением Windows 10 октября 2012 года. В России игра была издана 26 октября того же года под названием «Worms: Революция» компанией «1С-СофтКлаб» с русскими субтитрами. Расширенное издание, содержащее все дополнения, было выпущено под названием Worms Revolution Deluxe Edition («Worms: Революция. Deluxe Edition»). 8 октября 2013 года игра вышла на портативную приставку PlayStation Vita под названием Worms Revolution Extreme; это полное издание также появилось на PlayStation 3.

## Игровой процесс

Червяк из команды игрока выстрелил из базуки в червяка вражеской команды. Отличительной чертой Worms Revolution от предыдущих частей серии является физика объектов и жидкостей, которые можно увидеть на скриншоте

Worms Revolution представляет собой пошаговую стратегическую игру, выполненную в трёхмерной графике с боковым видом. Игровой процесс схож с предыдущими частями серии: игрок управляет командой червяков и использует различное оружие (базуки, гранаты, овцы, бананы), чтобы уничтожить червяков других команд, при этом каждая команда выполняет выстрелы поочерёдно — после того, как сделал выстрел, наступает ход другой команды. Выигрывает та команда, в которой остался жив хотя бы один червяк, а червяки остальных команд погибли.
Основным нововведением в игре является физика объектов и жидкостей. Так, некоторые объекты на ландшафтах (например канистры, гайки, баллоны) двигаются, если их толкать или попадать выстрелом из оружия. Кроме того, выстрел в некоторые из них ведёт к их влиянию на битву (например если взорвать канистру с бензином, то вокруг неё образуется огонь, а если баллон — то его газы отравят находящихся рядом червяков). Если червяк попадает в воду, которая находится на случайном участке, то каждый ход теряет пять единиц здоровья. Также присутствует оружие, позволяющее добавлять на ландшафт больше воды.
В игре, как и в предыдущих частях, есть режимы кампании (в роли невидимого рассказчика выступает Дон Боссо, которого озвучил Мэтт Берри) одиночной игры с многочисленными настройками оружия и ландшафтов, а также многопользовательские варианты игры за одним компьютером или по сети. Помимо этого, есть возможность изменения червяков (например менять им шляпы или голоса). Версии Deluxe и Extreme для ПК и PS Vita с PlayStation 3 соответственно включают в себя дополнения в виде новых ландшафтов, миссий и одежды червяков. Эти дополнения были выпущены ранее для консолей и ПК.

## Разработка и выход игры
Worms Revolution была анонсирована 30 марта 2012 года. Игровой процесс схож с предыдущими частями серии, однако разработчики изменили визуальное оформление и внесли значительные нововведения. Так, для создания ландшафтов и декораций Worms Revolution была использована трёхмерная графика, однако сам геймплей выполнен в двух измерениях. Помимо этого, в игру были включены такие новые для серии элементы, как физика подвижной воды и объектов, а также разделение червяков на классы, каждый из которых имеет уникальные особенности. Worms Revolution демонстрировалась на выставке E3 2012.
Выход игры состоялся 10 октября 2012 года на консолях PlayStation 3 и Xbox 360 и на персональных компьютерах под управлением Windows; версии распространяются с помощью сервиса цифровой дистрибуции PlayStation Network, Xbox Live Arcade и Steam соответственно. 26 октября того же года ПК-версия была выпущена в России на DVD компанией «1С-СофтКлаб» с русскими субтитрами. Для Worms Revolution выходили различные патчи и DLC, добавляющие новые сюжетные кампании, ландшафты и многое другое. 8 октября 2013 года для PlayStation Vita, а также PlayStation 3 вышла версия игры со всеми дополнениями под названием Worms Revolution Extreme. В 2013 году игра вместе с Worms 2: Armageddon и всеми выпущенными для них дополнениями вошли в состав сборника Worms: The Revolution Collection для Xbox 360 и PlayStation 3.

## Оценки и мнения
| Сводный рейтинг | Сводный рейтинг | Сводный рейтинг |
| Издание         | Оценка          | Оценка          |
| Издание         | PS Vita         | Xbox 360        |
| --------------- | --------------- | --------------- |
| GameRankings    | 69,91 %         | 71,50 %         |

Игра была в основном положительно принята критиками. Из достоинств отмечались геймплей и многопользовательский режим, но критике подвергались графика и физика воды. На сайте Metacritic средняя оценка составляет 74/100 в версии для PlayStation 3, 73/100 для ПК и Xbox 360, 67/100 для PlayStation Vita, а на GameRankings — 74,50 % для ПК, 71,50 % для Xbox 360, 70,83 % для PlayStation 3, 69,91 % для PlayStation Vita.
Летом 2018 года, благодаря уязвимости в защите Steam Web API, стало известно, что точное количество пользователей сервиса Steam, которые играли в игру хотя бы один раз, составляет 1 730 275 человек.